# خارخوجين إنخامار
خارخوجين إنخامار (مواليد 5 أغسطس 1992) هو ملاكم منغولي، مثّل بلاده في الألعاب الأولمبية الصيفية 2016.

## روابط خارجية
خارخوجين إنخامار على موقع بوكس ريك (الإنجليزية) (registration required)
- خارخوجين إنخامار على موقع اللجنة الأولمبية الدولية (الإنجليزية)
- خارخوجين إنخامار على موقع أوليمبيديا (الإنجليزية)